# Seznam nosilcev spominskega znaka Poganci
Seznam nosilcev spominskega znaka Poganci.

## Seznam
(datum podelitve - št. znaka - ime)
- 15.05.1995 - 1 - Igor Franko
- 15.05.1995 - 2 - Zoran Leko
- 15.05.1995 - 3 - Milan Šter
- 15.05.1995 - 4 - Andrej Šeničar
- 15.05.1995 - 5 - Jože Fajdiga
- 15.05.1995 - 6 - Iztok Kunstek
- 15.05.1995 - 7 - Jože Sašek
- 15.05.1995 - 8 - Damjan Luzar
- 15.05.1995 - 9 - Slavko Ucman
- 15.05.1995 - 10 - Silvo Blažič
- 15.05.1995 - 11 - Slavko Može
- 15.05.1995 - 12 - Igor Hrastar
- 15.05.1995 - 13 - Marjan Kralj
- 15.05.1995 - 14 - Ciril Plut
- 15.05.1995 - 15 - Slavko Zupančič
- 15.05.1995 - 16 - Stanko Franko
- 15.05.1995 - 17 - Miro Bele
- 15.05.1995 - 18 - Aleš Bartolj
- 15.05.1995 - 19 - Jože Furdi
- 15.05.1995 - 20 - Miro Kastelic
- 15.05.1995 - 21 - Marjan Metelko
- 15.05.1995 - 22 - Srečko Pavlič
- 15.05.1995 - 23 - Ciril Kovačič
- 15.05.1995 - 24 - Vlado Vidic
- 15.05.1995 - 25 - Ivan Turk
- 15.05.1995 - 26 - Metod Jerman
- 15.05.1995 - 27 - Zdravko Lesar
- 15.05.1995 - 28 - Jože Pucelj
- 15.05.1995 - 29 - Bogdan Mesojedec
- 15.05.1995 - 30 - Matjaž Klančar
- 15.05.1995 - 31 - Janez Gorenc
- 15.05.1995 - 32 - Slavko Kos
- 15.05.1995 - 33 - Igor Šega
- 15.05.1995 - 34 - Polde Kastelic
- 15.05.1995 - 35 - Danijel Šega
- 15.05.1995 - 36 - Bojan Bobnar
- 15.05.1995 - 37 - Viktor Krnc
- 15.05.1995 - 38 - Viktor Žefran
- 15.05.1995 - 39 - Iztok Kren
- 15.05.1995 - 40 - Alojz Kukman
- 15.05.1995 - 41 - Miran Kumer
- 15.05.1995 - 42 - Alojz Bukovec
- 15.05.1995 - 43 - Marjan Šinkovec
- 15.05.1995 - 44 - Marjan Mohor
- 15.05.1995 - 45 - Matjaž Cikanek
- 15.05.1995 - 46 - Zvonko Majerle
- 15.05.1995 - 47 - Metod Saje
- 15.05.1995 - 48 - Robert Vidmar
- 15.05.1995 - 49 - Matjaž Serini
- 15.05.1995 - 50 - Marjan Grandlič
- 15.05.1995 - 51 - Jože Košir
- 15.05.1995 - 52 - Miro Plesničar
- 15.05.1995 - 53 - Anton Derganc
- 15.05.1995 - 54 - Boštjan Zrimšek
- 15.05.1995 - 55 - Pavle Košir
- 15.05.1995 - 56 - Rade Klisarič
- 15.05.1995 - 57 - Bojan Zupanc
- 15.05.1995 - 58 - Marko Tavčar
- 15.05.1995 - 59 - Silvo Judež
- 15.05.1995 - 60 - Andrej Lumpert
- 15.05.1995 - 61 - Andrej Veselič
- 15.05.1995 - 62 - Andrej Prah
- 15.05.1995 - 63 - Tomaž Gregorčič
- 15.05.1995 - 64 - Rado Krštinc
- 15.05.1995 - 65 - Dušan Mojstorovič
- 15.05.1995 - 66 - Marko Vene
- 15.05.1995 - 67 - Martin Gerbajs
- 15.05.1995 - 68 - Stojan Šonc
- 15.05.1995 - 69 - Albin Gutman
- 15.05.1995 - 70 - Aleš Šobar
- 15.05.1995 - 71 - Tomaž Rajk
- 15.05.1995 - 72 - Gorazd Šošter
- 15.05.1995 - 73 - Anton Hribernik